# 6844 Shpak
6844 Shpak este un asteroid din centura principală de asteroizi.

## Descriere
6844 Shpak este un asteroid din centura principală de asteroizi. A fost descoperit pe 3 noiembrie 1975 la Observatorul de Astrofizică din Crimeea de Tamara Smirnova. El prezintă o orbită caracterizată de o semiaxă mare de 2,22 ua, o excentricitate de 0,10 și o înclinație de 5,3° în raport cu ecliptica.